# (9697) Louwman
(9697) Louwman est un astéroïde de la ceinture principale.

## Description
(9697) Louwman est un astéroïde de la ceinture principale. Il fut découvert le 25 mars 1971 à l'observatoire Palomar par Cornelis Johannes van Houten, Ingrid van Houten-Groeneveld et Tom Gehrels. Il présente une orbite caractérisée par un demi-grand axe de 2,91 UA, une excentricité de 0,05 et une inclinaison de 5,4° par rapport à l'écliptique.

## Compléments